# National Football Foundation
Die National Football Foundation, kurz NFF, ist eine US-amerikanische Non-Profit-Organisation, die 1947 gegründet und in den Anfangsjahren unter anderem von Douglas MacArthur und dem Journalisten Grantland Rice geleitet wurde. Ihre Aufgabe ist die Unterstützung und Entwicklung des unterklassigen American Football überall in den Vereinigten Staaten. Darüber hinaus soll die amerikanische Jugend in Aspekten der Führung, Sportlichkeit, Wettbewerbsbegeisterung und dem Drang zur Exzellenz ausgebildet werden.
Neben dem unterklassigen Football wird auch die Ruhmeshalle des amerikanischen College Football, die College Football Hall of Fame, verwaltet und unterstützt. Die Hall of Fame wurde im gleichen Jahr gegründet. Vorsitzender der Stiftung ist aktuell der ehemalige Quarterback Archie Manning. Seit 1956 hatte die Stiftung in ihren 119 Ortsverbänden aus 46 Bundesstaaten über 100.000 Mitglieder.
Die Stiftung vergibt vier Preise bzw. Auszeichnungen:
- National Football Foundation Gold Medal: Jährlich werden Persönlichkeiten mit der Medaille geehrt, die sich um die NFF und ihre Werte verdient gemacht haben oder große Führungsqualität bewiesen haben. Bisherige Preisträger sind unter anderem Dwight D. Eisenhower, John F. Kennedy, George H. W. Bush und Bill Cosby.
- Distinguished American Award: Mit diesem Award werden Personen ausgezeichnet, die die Werte, die sie im Amateursport gelernt haben, auch im beruflichen und privaten Leben zeigen.
- MacArthur Trophy: Diese Auszeichnung wird dem jährlichen nationalen Sieger des College Footballs verliehen.
- John L. Toner Award: Mit dieser Auszeichnung wird jährlich ein sportlicher Leiter geehrt, der herausragende Verwaltungsfähigkeiten und eine große Hingabe für den College Football gezeigt hat.